# Серпухов (станция)
Се́рпухов — узловая железнодорожная станция Курского направления Московской железной дороги в одноимённом городе Московской области. Входит в Московско-Курский центр организации работы железнодорожных станций ДЦС-1 Московской дирекции управления движением. По основному характеру работы является грузовой, по объёму работы отнесена к 1 классу.
Находится на северо-востоке города.
На станции расположено две платформы: одна боковая, низкая и одна островная, высокая. Островная платформа оборудована турникетами со 2 сентября 2013 года. Для электропоездов, соединяющих Серпухов с Москвой и Тулой, используется только островная платформа, соединённая пешеходным путепроводом с Привокзальной площадью, на западе и микрорайоном имени Ногина, на востоке. Большинство проходящих скорых поездов на станции Серпухов не останавливается, кроме скоростного электропоезда-экспресса «Ласточка» № 725/726 Москва — Орёл — Москва, № 721/724, № 723/722 Москва — Курск — Москва, № 719/720 Москва — Белгород — Москва, и скоростных электропоездов-экспрессов № 7047/7048, № 7049/7050, и № 7051 Москва — Тула — Москва.
До июля 2021 года — самый южный остановочный пункт Курского направления, имеющий прямое беспересадочное сообщение с Рижским направлением, вплоть до станции Шаховская.

## Расположение
Выходы на улицы: Советскую, Ворошилова, Дзержинского, 1-й Ногинский проезд. Вблизи станции находится пересадочный узел на автобусы, преимущественно МАП № 5 г. Подольска АО «Мострансавто», городских маршрутов, а также маршрутов, соединяющих Серпухов с населёнными пунктами Серпуховского района и городами: Москвой, Тулой, Калугой, Обнинском, Тарусой, Кремёнками, Протвиным, Пущиным, и посёлком Ферзиково. Недалеко от станции расположены торговый центр и сквер.

## История вокзала
Участок Южной (затем Курской) железной дороги от Москвы до Серпухова открылся в ноябре 1866 года, став первым на этом направлении. Сообщение с Тулой осуществляется с 11 ноября 1867 года. Строительство здания вокзала завершено в 1868 году. Здание построено по проекту архитектора Фёдора Карловича Кнорре в эклектическом стиле, на тот момент считалось самым высоким зданием в городе и уезде. В конце XIX века здание пострадало из-за нарушения дренажной системы: были ослаблены фундамент и несущие стены; воздействию подверглась кладка стен, появился грибок, пострадали перекрытия кровли. Считается, что архитектурные особенности здания сохранены с момента постройки в практически неизменном виде. Точно такое же здание находится на станции Скуратово Чернского района Тульской области.

Вокзал до 2017 года
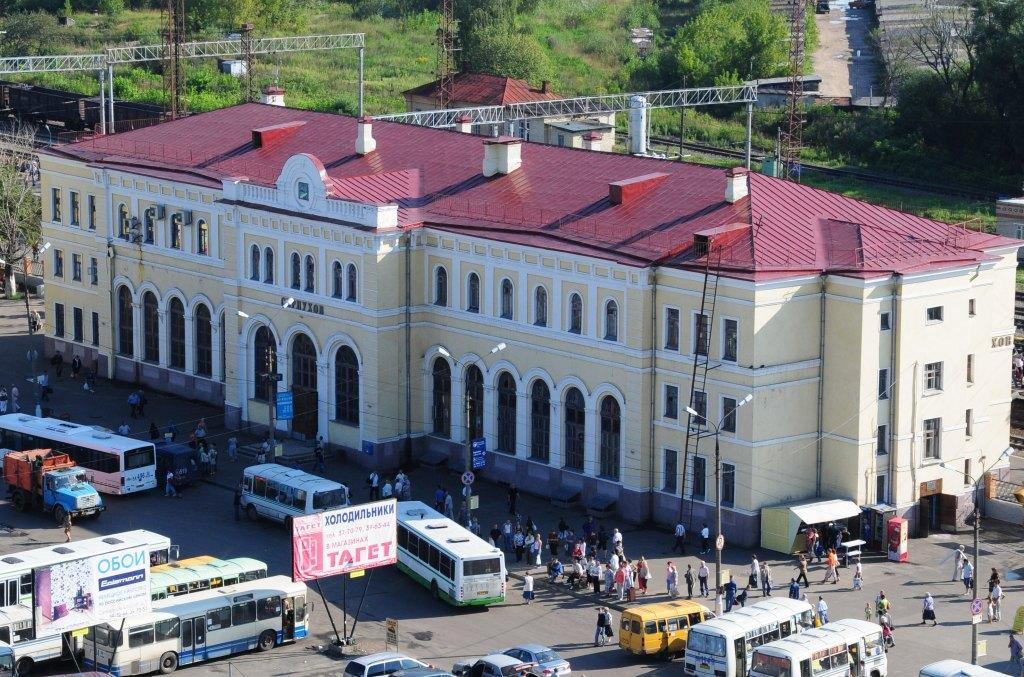
Вид с площади. 2008 год
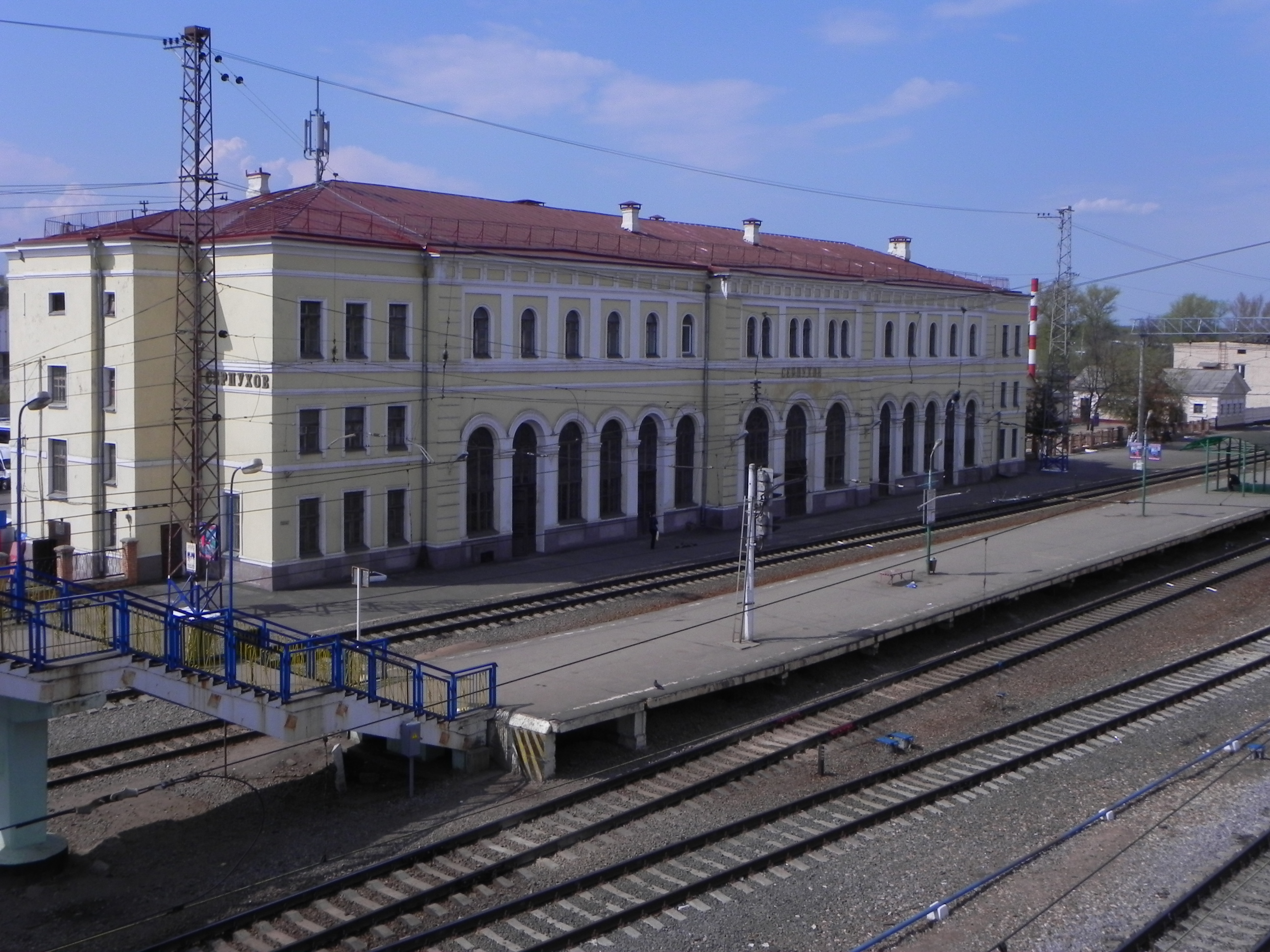
Вид со станции. 2011 год
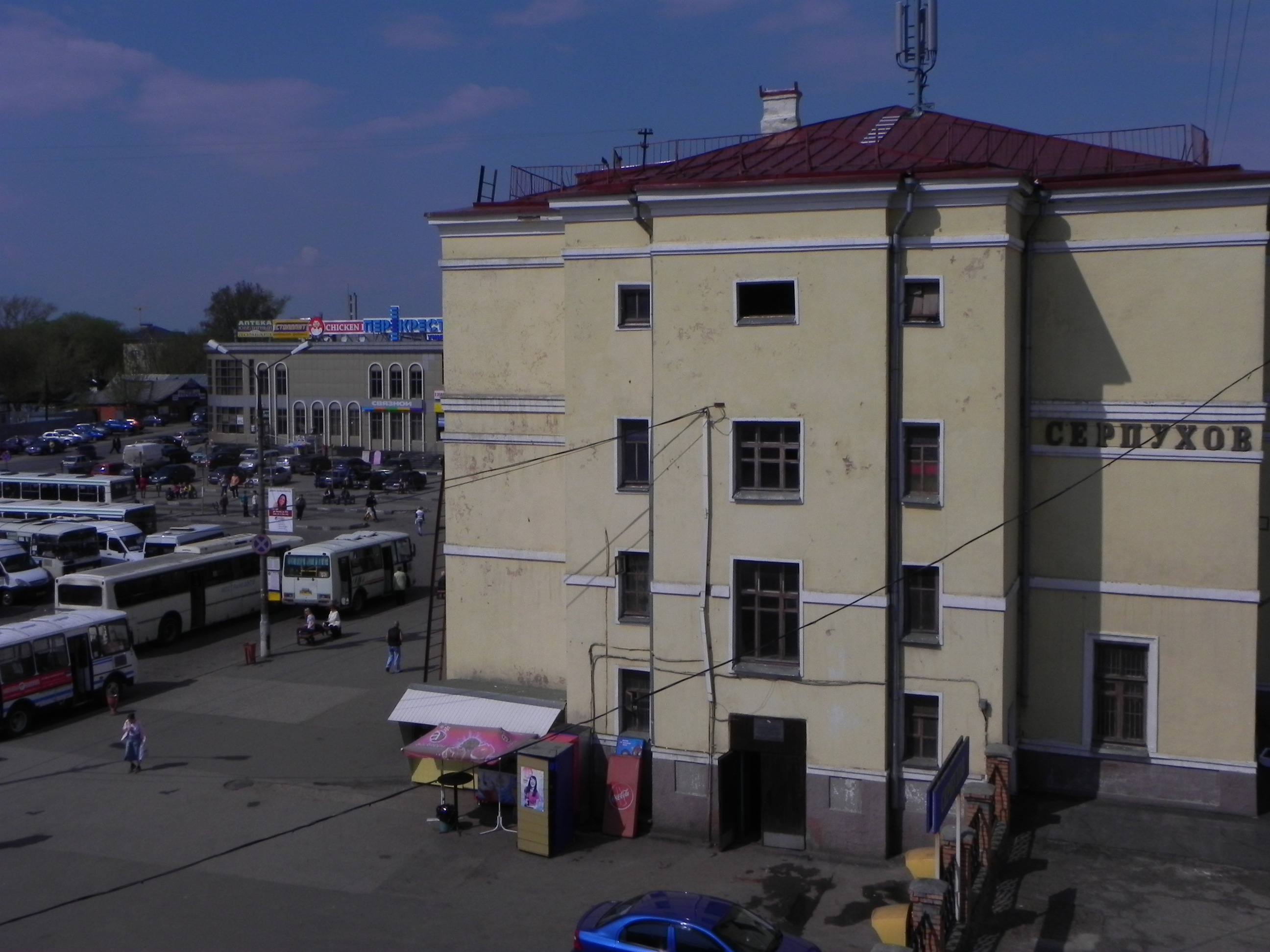
Вид сбоку. 2005 год
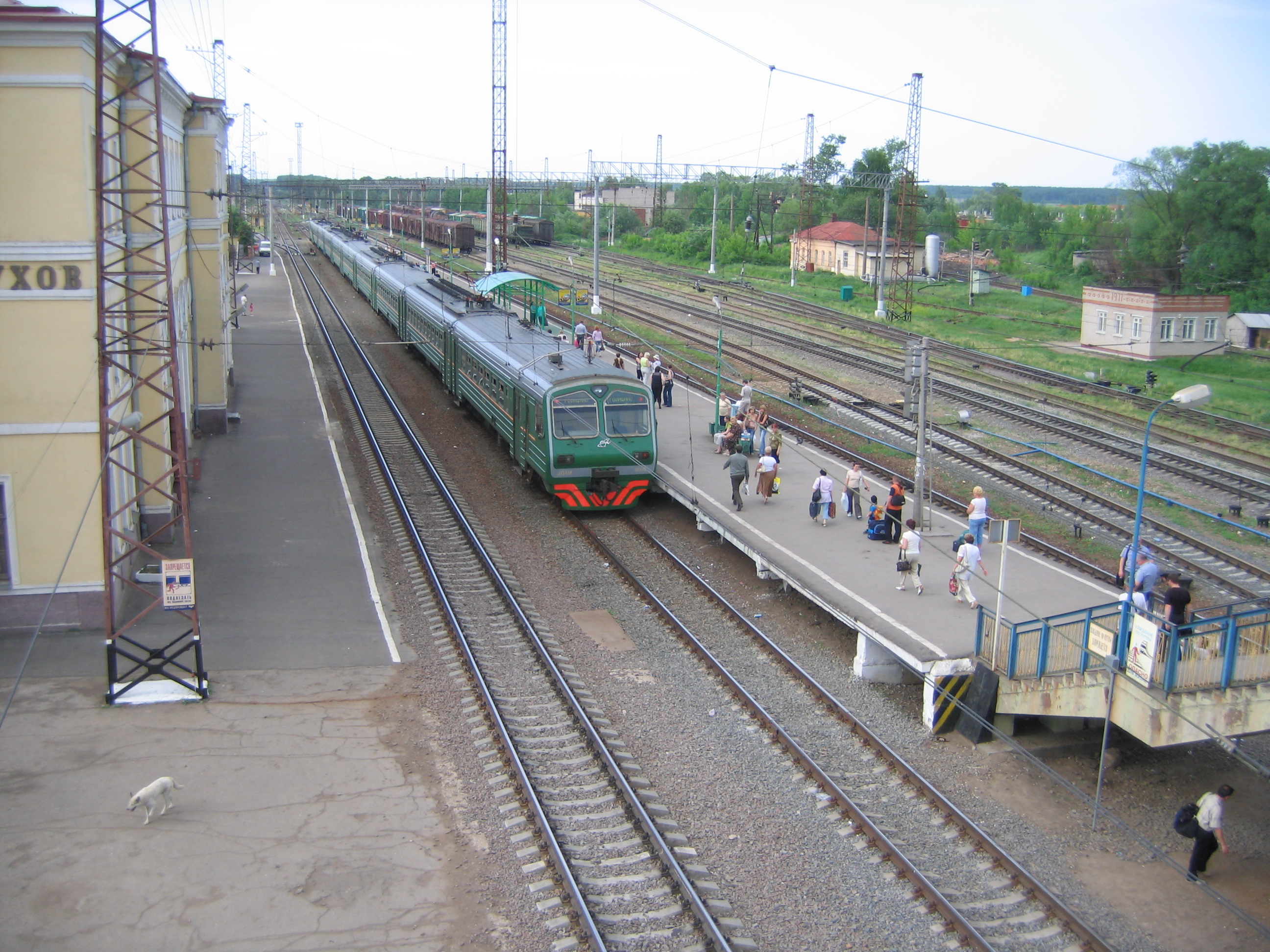
Вид на платформы станции. 2007 год
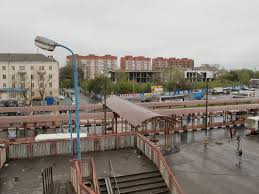
Привокзальная площадь. 2013 год

В 2017—2018 гг. здание, давно не ремонтировавшееся и сильно пострадавшее от времени, прошло реконструкцию. В 2019 году была благоустроена привокзальная площадь.
После ремонта компания «РЖД» выставила здание вокзала на продажу. Зал ожидания планируется разместить в помещении поблизости.

Вокзал после 2018 года
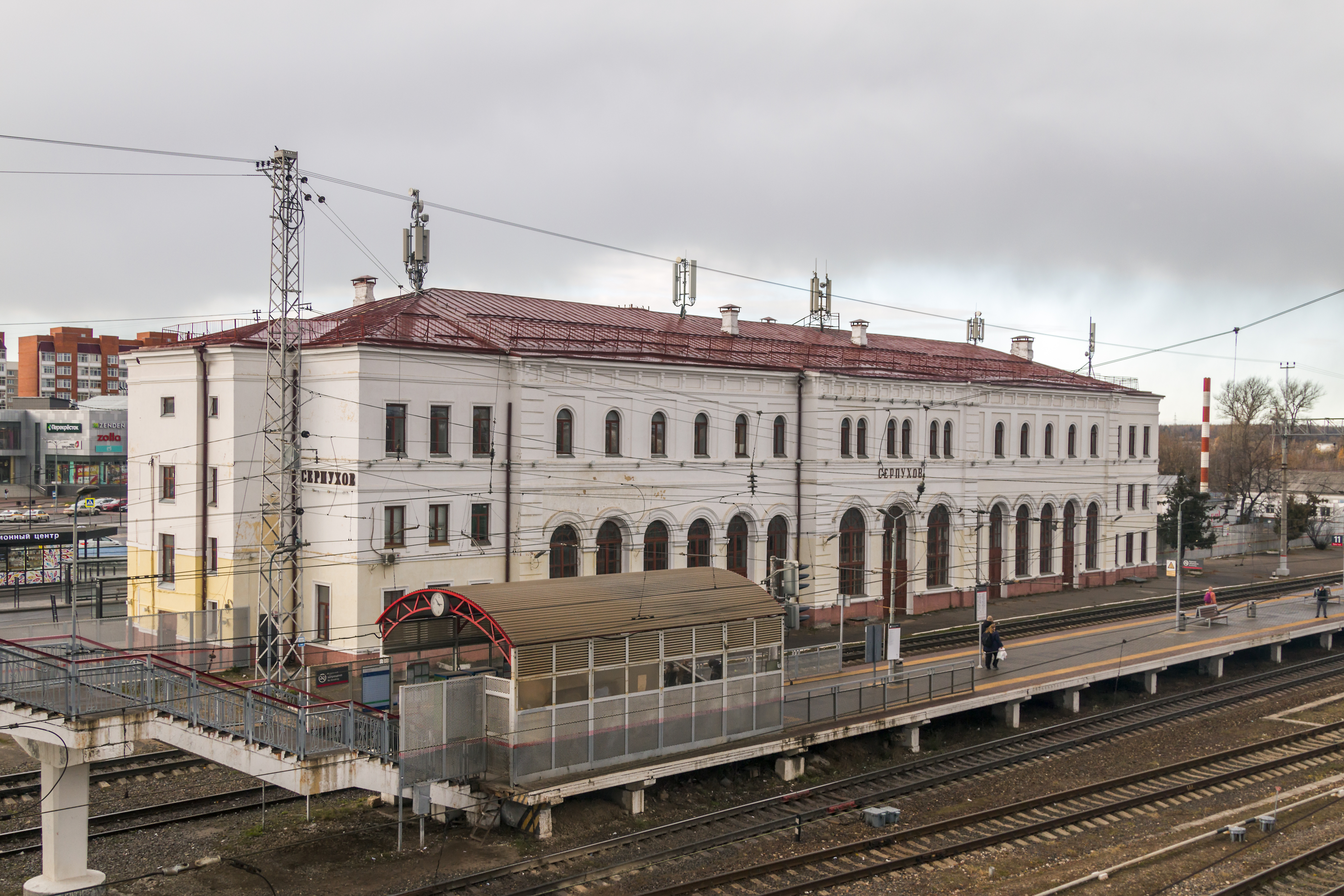
Вид с пути. 2021 год
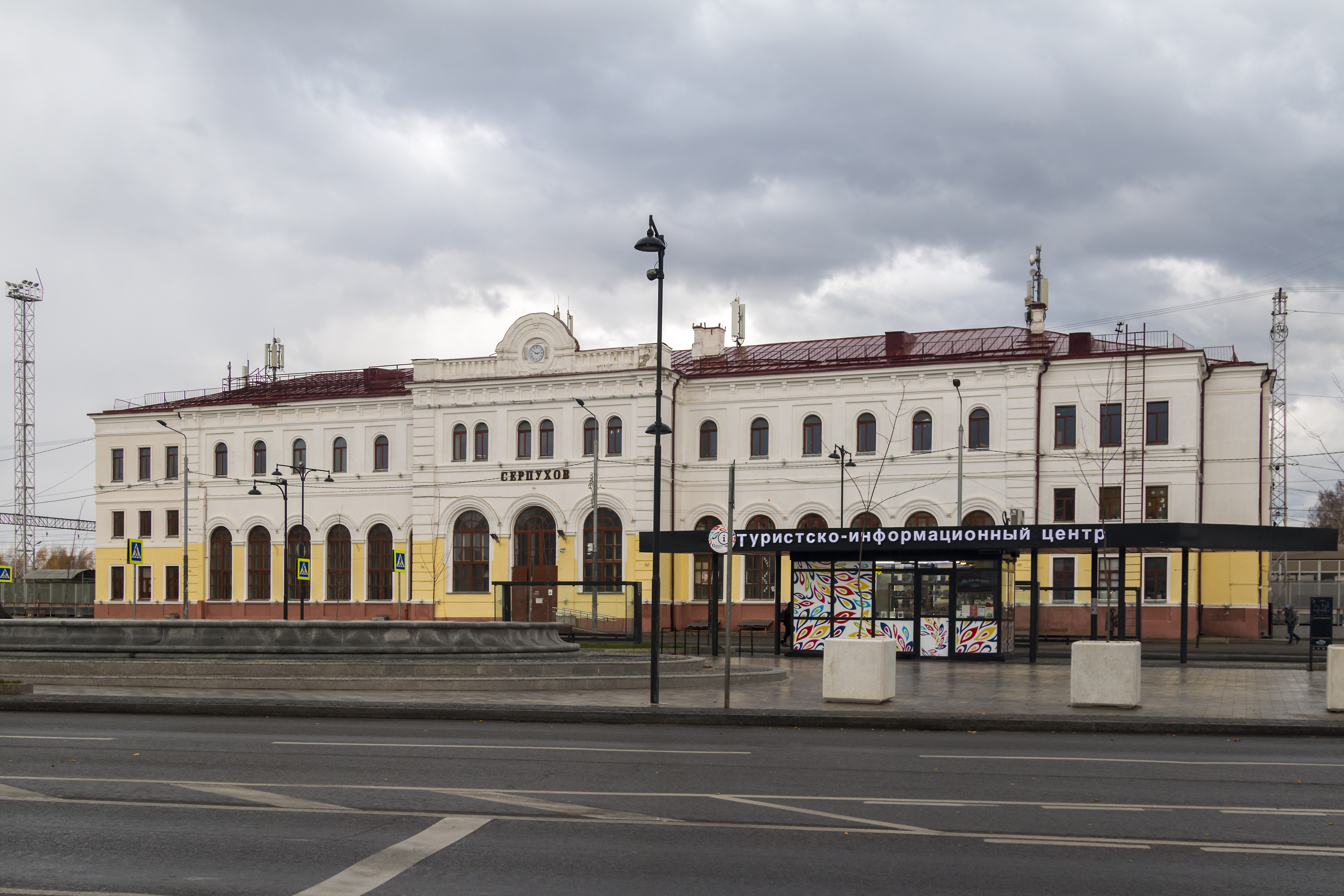
Вид с улицы. 2021 год
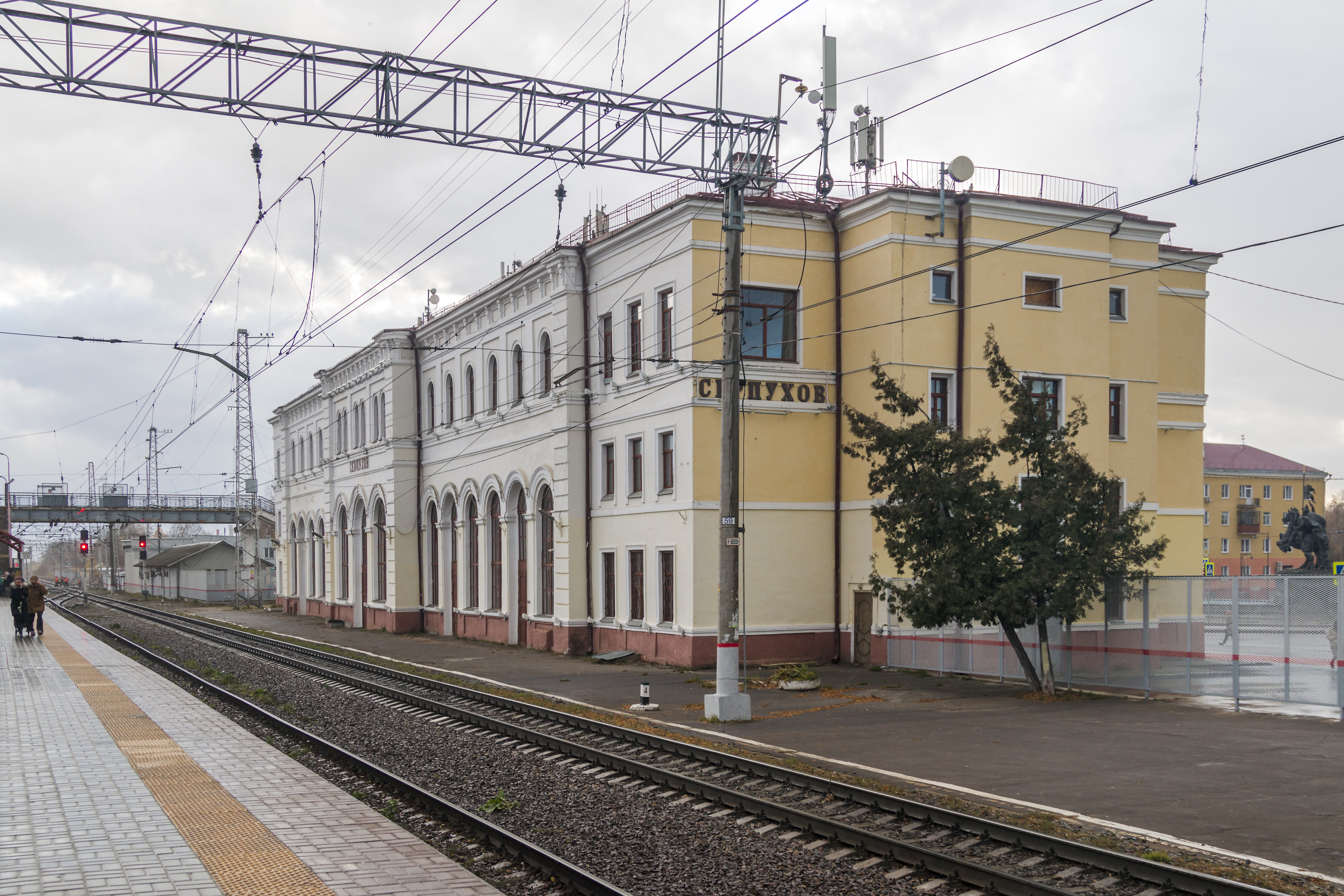
Вид сбоку. 2021 год

## Путевое развитие
На станции расположено две платформы: одна боковая, низкая и одна островная, высокая. Со 2 сентября 2013 года высокая островная платформа оборудована турникетами. В настоящее время для электропоездов в обоих направлениях, как для движения в Москву, так и в Тулу используется только островная платформа. Для движения на юг, в сторону Тулы используется только западная сторона платформы, а для движения на север, в частности на Москву -— восточная, (для электропоездов, прибывающих к станции с юга, а для электропоездов, оборачивающихся на станции и выезжающих из тупиков, также может использоваться западная сторона платформы для посадки на север, в частности, в Москву. Ранее, где-то до 1993—1994 годов для посадки на юг, в сторону Тулы использовалась отдельная низкая боковая платформа. В настоящее время это платформа для пассажиров больше в работе не используется.
Похожий вокзал с таким же путевым развитием есть в немецкой земле Тюрингия, на станции Альтенбург.